# Мргвали-Чала
Мргвали-Чала (груз. მრგვალი ჭალა) — село в Грузии, на территории Каспского муниципалитета края (мхаре) Шида-Картли.

## География
Село находится в центральной части Грузии, на левом берегу реки Лехуры, на расстоянии приблизительно 2 километров (по прямой) к северу от города Каспи, административного центра муниципалитета. Абсолютная высота — 616 метров над уровнем моря.

## Население
По результатам официальной переписи населения 2014 года, в Мргвали-Чале проживало 176 человек (79 мужчин и 97 женщин). В национальной структуре населения грузины составляли 61,4 %, осетины — 38,1 %, украинцы — 0,5 %.
| Год  | Население, человек |
| ---- | ------------------ |
| 2002 | 278                |
| 2014 | ↘ 176              |